# Audioslave

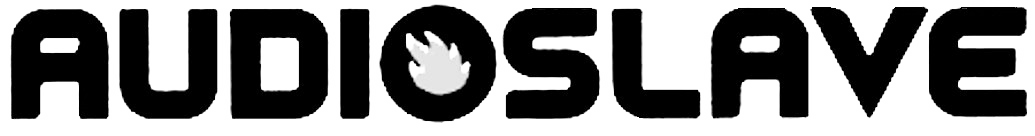
Audioslaves logo.

Audioslave var ett amerikanskt rockband, bildat i Los Angeles 2001 och upplöst 2007. Bandet bestod av Soundgarden-sångaren Chris Cornell och tre Rage Against the Machine-medlemmar, Tom Morello (gitarr), Tim Commerford (elbas) och Brad Wilk (trummor).

## Historia
Bandets historia sträcker sig bakåt i tiden till oktober 2000, då Rage Against the Machine upphörde efter att sångaren Zack de la Rocha lämnat bandet. De tre övriga medlemmarna höll ihop och fortsatte att spela som en trio under namnet "Rage", något som de la Rocha var missnöjd med. Han ansåg att namnet endast skulle användas för vad de alla hade skapat tillsammans. Det var även han som kommit på namnet då han var medlem i bandet Inside Out. Flera sångare jammade med bandet inklusive B-Real från Cypress Hill och Manyard James Keenan från Tool. Producenten Rick Rubin föreslog senare att de skulle jamma med Chris Cornell för att "se vad som händer". Det hela fungerade perfekt, och man började spela in i studion i maj 2001 då man skrev 21 låtar på 19 dagar.
Den 22 januari 2007 uppgav Rage Against the Machine att de skulle återförenas för en uppvisning på Coachella Valley Music and Arts Festival, en musik- och konstfestival i Kalifornien, USA. Mindre än en månad senare, den 15 februari 2007, tillkännagav Cornell att han skulle lämna Audioslave för gott. Övriga tre medlemmar var upptagna med återföreningen av Rage Against the Machine, och Audioslave löstes officiellt upp. Gruppen hade då sålt mer än åtta miljoner skivor och blivit nominerade till tre Grammisar. 
I början av 2010 meddelande Cornell att Soundgarden skulle återförenas, och sedan dess har han varit sångare i det bandet.
Audioslave återförenades i januari 2017. Bandet deltog i Prophets of Rage's "Anti Inaugural Ball" med anledning av installationen av USA:s president Donald Trump.

## Bandmedlemmar
- Chris Cornell * – sång (2001–2007, 2017)
- Tim Commerford ** – basgitarr (2001–2007, 2017)
- Tom Morello ** – gitarr (2001–2007, 2017)
- Brad Wilk ** – trummor (2001–2007, 2017)

* = ursprungligen medlem i Soundgarden

** = ursprungligen medlem i Rage Against the Machine

## Diskografi
Studioalbum
- 2002 – Audioslave
- 2005 – Out of Exile
- 2006 – Revelations

EP
- 2005 – Sessions@AOL Music
- 2006 – Live at the Quart Festival, Kristiansand, Norway, 07/08/2005

Singlar
- 2002 – "Cochise"
- 2002 – "I Am the Highway"
- 2003 – "Like a Stone"
- 2003 – "Show Me How to Live"
- 2004 – "What You Are"
- 2005 – "Your Time Has Come"
- 2005 – "Be Yourself"
- 2005 – "Doesn't Remind Me"
- 2005 – "Out of Exile"
- 2006 – "Original Fire"
- 2006 – "Revelations"
- 2008 – "Give"